# Hraničné Petrovice
Hraničné Petrovice település Csehországban, a Olomouci járásban. Hraničné Petrovice Domašov nad Bystřicí, Domašov u Šternberka, Šternberk, Horní Loděnice, Moravský Beroun és Jívová településekkel határos. Lakosainak száma 133 fő (2024. január 1.).

## Népesség
A település lakosságának változását az alábbi diagram mutatja:
| Lakosok száma | 469  | 435  | 446  | 251  | 205  | 148  | 131  | 146  | 144  | 133  |
|               | 1869 | 1890 | 1921 | 1950 | 1980 | 2001 | 2017 | 2019 | 2022 | 2024 |